# Плыви, кораблик…
«Плыви, кораблик…» — советский полнометражный цветной художественный фильм, поставленный на Киностудии «Ленфильм» в 1983 году режиссёром Григорием Ароновым по одноимённой повести Сергея Александровича.

## Сюжет
В дверь квартиры бедной одинокой пенсионерки звонят школьники, которые помогают пожилым людям. Один из школьников — мальчик Толик Кореньков, видит в её комнате красивый игрушечный фрегат, который сделал сын бабушки, погибший на войне. Мальчик решает временно украсть кораблик, испытать его на воде и вернуть обратно. Однако кораблик ломается.

## В главных ролях
- Стефания Станюта — пенсионерка Полунина
- Павлик Шагин — школьник Кореньков
- Татьяна Иванова — мать Коренькова
- Александр Соколов — Иван Иванович
- Серёжа Кириллов — Борька
- Катя Зобнина — Света
- Кира Лебедева — Наташа

## Съёмочная группа
- Сценарий — Сергея Александровича при участии Григория Аронова
- Режиссёр-постановщик — Григорий Аронов
- Оператор-постановщик — Виктор Карасёв
- Художники—постановщики — Валерий Юркевич, Геннадий Савельев
- Композитор — Игорь Цветков

## Звуковая дорожка
- В фильме звучит «Песенка о кораблике» («Здравствуй, новая весна, птичьи разговоры!..») композитора Игоря Цветкова на слова поэта Льва Куклина. Песню исполнили Андрей Реймерс, Сергей Хайгора и ансамбль «Весна».